# Charles Sotheran
Charles Sotheran (* 8. Juli 1847 in Stoke Newington, London Borough of Hackney, England; † 27. Juni 1902 in New York, USA) war ein englisch-/US-amerikanischer Journalist, Politiker, Freimaurer und Theosoph.

## Leben
Sotheran wuchs in England auf, wurde an Privatschulen erzogen und begann 1862 eine Lehre als Buchhändler bei seinem Onkel Henry Sotheran. Dieser war Besitzer der angesehenen, und noch heute (2008) bestehenden, Henry Sotheran Ltd. Hier erwarb er sich einen guten Ruf als Bibliograf und Antiquar. Im Rahmen dieser Tätigkeit kam er in Kontakt mit der Freimaurerei, trat einer, allerdings irregulären, Loge nach dem Memphis-Misraïm-Ritus bei und später auch einer Loge nach dem Swedenborg-Ritus. Er hatte zumindest ein Naheverhältnis zu den Rosenkreuzern.
1869 heiratete Sotheran in Manchester Mary Eva MacManus of Fermanagh, nach deren Tod ging er in den USA eine zweite Verbindung mit Alice Hyneman-Rhine ein. Unklar ist, ob aus den Ehen Kinder hervorgingen.
Im Jahre 1874 übersiedelte er in die USA, ließ sich in New York nieder und begann als Journalist zu arbeiten. Er schrieb regelmäßig für zahlreiche Zeitungen und Zeitschriften, so zum Beispiel New York World, New York Sun, New York Graphic, New York Recorder, New York Star, Dramatic World, Advocate oder Sunnyside Press und wurde 1878 Mitherausgeber und Mitbesitzer der New York Echo. Weiters fungierte er für einige Bibliotheken als Bibliograf und verfasste mehrere Bücher. Er war Mitglied im New York Press Club.
Bereits in England hatte er sich politisch betätigt und in der Chartisten-Bewegung engagiert, seit seiner Ankunft in den USA beschäftigte sich Sotheran in der amerikanischen Politik als Sozialist. Dabei war er 1876/77 Mitbegründer und Mitglied der Socialist Labor Party of America. Als sich diese ab 1890 unter der Führung von Daniel De Leon zu einer kommunistischen Partei entwickelte, eckte Sotheran mit seiner liberal-gemäßigten Einstellung immer mehr an und wurde schließlich um 1895 aus der Partei ausgeschlossen. In den folgenden Jahren versuchte er eine eigene, weniger autoritäre sozialistische Partei zu gründen, bevor er sein Vorhaben verwirklichen konnte, starb er jedoch im Jahre 1902.
Er war Mitbegründer und Mitglied der Theosophischen Gesellschaft (TG). Am 7. September 1875 war Sotheran bei einem Vortrag von George Henry Felt in der Wohnung von Helena Petrovna Blavatsky in New York anwesend. Bei der nachfolgenden Diskussion kam erstmals der Gedanke zur Gründung der TG auf. Am nächsten Tag, dem 8. September, war er Mitunterzeichner der Gründungsurkunde für die TG und am 13. (18.?) September hatte er bei einem weiteren diesbezüglichen Treffen die Idee, die neu zu gründende Organisation The Theosophical Society (= Theosophische Gesellschaft (TG)) zu nennen. Der Gedanke dazu kam ihm beim Durchblättern eines Wörterbuches, dabei war er auf die Bezeichnung „theosophy“ gestoßen. Dieser Name wurde bei der folgenden Abstimmung einstimmig angenommen, weil er mit dem damaligen Ziel der TG, der wissenschaftlichen Erforschung des Okkultismus, als in Einklang befunden wurde. Bei einer Versammlung am 30. Oktober wählte man Sotheran schließlich zum Bibliothekar der TG. Am 5. Januar 1876 trat er jedoch schon wieder aus der TG aus, nachdem sich Blavatsky in einem Zeitungsartikel ablehnend gegenüber Sozialismus und Kommunismus geäußert hatte. Gerechnet vom offiziellen Gründungstag der TG, dem 17. November 1875, an, war Sotheran also nur 50 Tage Mitglied gewesen.

## Werke
- Alessandro di Cagliostro, Impostor or Martyr. D.M. Bennett, New York 1876
- Genealogical Memoranda relating to the Family of Sotheran and to the Sept of Mae Manus. London 1871
- Horace Greeley and other pioneers of American socialism. Haskell House Publishers, New York 1971, ISBN 0-8383-1132-6
- Manchester Diocesan Church Calendar. Manchester, 1873
- Percy Bysshe Shelley as a Philosopher and Reformer. C.P. Somerby, New York 1876